# Simone Vignoso
Simone Vignoso (fl. XIV secolo) è stato un ammiraglio italiano vissuto ai tempi della Repubblica di Genova.

## Biografia
Le prime notizie che si hanno del Vignoso risalgono al 1345 e lo vendono incaricato di capitanare una flotta per affrontare dei rivoltosi capeggiati dalla famiglia ribella dei Grimaldi.
Cessato il motivo d’allarme, con i suoi uomini fu inviato nel Mar Nero con compiti di protezione della colonia genovesi e giunse a Negroponte, allora governata dalla Serenissima, l'8 giugno 1346.
Vignoso venne a conoscenza delle operazioni da Umberto II del Viennois che gli propose un'allenza, si trattava di preparativi per organizzare un'operazione militare nei confronti di Smirne sotto scacco dei Turchi, utilizzando come base l'isola di Scio (oggi più nota come Chio).
Non volendo favorire né il delfino di Vienna, né i suoi sodali veneziani tradizionali rivali della repubblica genovese, offrì sostegno ai cittadini di Scio a patto che questi accettassero la subordinazione ai genovesi.
Ottenuta una risposta negativa, gli uomini agli ordini di Vignoso attaccarono Scio che il 12 settembre 1346 capitolò. Il successo lo spinse a dirigere le sue mire sulle vicine isole Focee, già possedimenti dell’importante casato degli Zaccaria e le conquistò, per poi rivolgere la sua attenzione sulle isole Lesbo e a Tenedo. Osteggiato dai suoi uomini desistette rientrando a Scio.
Fu podestà dal 1350 della Maona di Chio e di Focea dopodiché del Vignoso non si hanno più informazioni.